# Олга Милошевић
Олга Милошевић (Темишвар, 6. јун 1906 — Београд, 18. јул 1996) била је лекар-гинеколог, учесница Народноодлободилачке борбе и друштвено-политичка радница СФР Југославије.

## Биографија
Рођена је 6. јуна 1906. у Темишвару. Медицински факултет Универзитета у Београду завршила је 1930. и потом сепцијализирала гинекологију. Од 1938. сарађивала је са радничким покретом и радила у синдикату здравствених радника. Била је активна и у револуционарном покрету жена Југославије.
Заједно са супругом лекаром-бакетријологом Симом Милошевићем (1896—1943) укључила се 23. јула 1941. у Тринаестојулски устанак. Била је најпре лекар Оријенског партизанског одреда, а од септембра 1941. у Никшићком партизанском одреду. Потом је била у Централној партизанској болници, током њеног боравка у Шипачном, код Никшића. Јуна 1942. прешла је у Пратећи батаљон Врховног штаба НОВ и ПОЈ, где је била референт санитета и лекар задужен за бригу о Врховном команданту Јосипу Брозу Титу и члановима Врховног штаба. Септембра 1942. приликом упада у четничку заседу, у близини Млиништа, код Мркоњић Града, рањена је у руку.
Након битке на Сутјесци, јуна 1943. у којој је погинуо њен супруг, упућена је у Хрватску, где је до краја рата при Земаљском антифашистичком већу народног ослобођења Хрватске (ЗАВНОХ) радила као организатор цивилног санитета. Радила је као лекар у Горском котару, а од краја 1943. у Славонији, где је априла 1944. изабрана за члана Обласног Народноослободилачког одбора за Славонију, у коме је била референт Здравствено-социјалног одељења.
У чланство Комунистичке партије Југославије (КПЈ) примљена је 1942. године. На Првом конгресу Антифашистичког фронта жена (АФЖ), новембра 1942. изабрана је за члана Централног одбора. Потом је била активна у Јединственом народноослободилачком фронту Југославије (ЈНОФ).
Након ослобођења Југославије, од априла 1945. радила је у Министарству за народно здравље ФНРЈ као руководилац службе за заштиту мајке и детета. Била је активна у друштвено-политичким организацијама из области народног здравља и социјалног старања. Од 1947. до 1963. била је генерални секретар Југословенског црвеног крста. Имала је чин мајора ЈНА у резерви.
Умрла је 18. јула 1996. у Београду и сахрањена је у Алеји заслужних грађана на Новом гробљу.
Носилац је Партизанске споменице 1941. и других југословенских одликовања, међу којима су Орден братства и јединства са златним венцем и Орден заслуга за народ са сребрним венцем.